# Hornsjötjärnen, Hälsingland
Hornsjötjärnen är en sjö i Hudiksvalls kommun i Hälsingland och ingår i Nianåns huvudavrinningsområde.